# Lijst van burgemeesters van Hendrik-Ido-Ambacht
Dit is een lijst van burgemeesters van de Nederlandse gemeente Hendrik-Ido-Ambacht in de provincie Zuid-Holland.
| Ambtsperiode | Naam burgemeester                              | Partij of stroming | Bijzonderheden                                           |
| ------------ | ---------------------------------------------- | ------------------ | -------------------------------------------------------- |
| 18?? - 1832? | D.W. Nibbelink                                 |                    |                                                          |
| 1832 - 1844? | Wouter Dirk Nibbelink                          |                    |                                                          |
| 1844 - 1852  | W. Roodenburg                                  |                    |                                                          |
| 1852 - 1853  | mr. J.J. de Reus                               |                    |                                                          |
| 1853 - 1855  | Hendrik Willem Metman                          |                    |                                                          |
| 1855 - 1885  | C. van Aken                                    |                    |                                                          |
| 1885 - 1888  | Jan Hugo ter Spill                             |                    |                                                          |
| 1888 - 1896  | A.A. van Elk                                   |                    |                                                          |
| 1896 - 1911  | W. Spoor                                       |                    |                                                          |
| 1911 - 1915  | Jhr. mr. P.A.G. de Milly van Heiden Reinestein |                    |                                                          |
| 1915 - 1926  | F.R. van der Wedden                            |                    |                                                          |
| 1926 - 1938  | Johannes Kneppelhout                           |                    |                                                          |
| 1938 - 1950  | Hendrik Duiker                                 | CHU                |                                                          |
| 1950 - 1951  | Klaas Aantjes                                  | ARP                | overleden tijdens eerste jaar van zijn burgemeesterschap |
| 1951 - 1965  | G.A. Bax                                       | ARP                | rond 1956 tevens waarnemend burgemeester van Heerjansdam |
| 1966 - 1978  | J.C. de Ridder                                 | ARP                |                                                          |
| 1978 - 1988  | Jan Hof                                        | VVD                |                                                          |
| 1989 - 1996  | Jan Broekhuis                                  | VVD                |                                                          |
| 1996 - 2011  | Herman Jonker                                  | PvdA               |                                                          |
| 2012 - 2023  | Jan Heijkoop                                   | CDA                |                                                          |
| 2023 - heden | Patrick van der Giessen                        | partijloos         |                                                          |